# 15e étape du Tour d'Espagne 2011
La 15e étape du Tour d'Espagne 2011 s'est déroulée le dimanche 4 septembre 2011. Avilés est la ville de départ et l'Alto de l'Angliru est le site d'arrivée. Il s'agit d'une étape de haute montagne sur 144 kilomètres.
La victoire d'étape revient à l'Espagnol Juan José Cobo (Geox-TMC), qui devance le Néerlandais Wout Poels (Vacansoleil-DCM) et le Russe Denis Menchov (Geox-TMC). C'est le vainqueur de l'étape qui s'empare du maillot rouge de leader. En juillet 2019, Cobo est déclassé pour dopage et perd tous ses résultats acquis sur la Vuelta 2011. La victoire d'étape a seulement été officiellement attribuée à Poels sur tapis vert 8 ans plus tard, en 2019.

## Profil de l'étape
C'est la quatrième fois que le mythique Alto de l'Angliru se trouve sur le passage du Tour d'Espagne et la première fois depuis l'édition de 2008. Si l'étape qui concerne ce pic est plus courte qu'en 2008, elle inclut deux nouvelles montées : celle du col de Tenebredo (es) (deuxième catégorie) et celle du Cordal (première catégorie).

## Classement de l'étape
|     | Coureur            | Pays        | Équipe            | Temps | Temps          |
| --- | ------------------ | ----------- | ----------------- | ----- | -------------- |
| DSQ | Juan José Cobo     | Espagne     | Geox-TMC          | en    | 4 h 1 min 56 s |
| 2   | Wout Poels         | Pays-Bas    | Vacansoleil-DCM   | +     | 48 s           |
| 3   | Denis Menchov      | Russie      | Geox-TMC          |       | 48 s           |
| 4   | Christopher Froome | Royaume-Uni | Team Sky          |       | 48 s           |
| 5   | Bradley Wiggins    | Royaume-Uni | Team Sky          |       | 1 min 21 s     |
| 6   | Igor Antón         | Espagne     | Euskaltel-Euskadi |       | 1 min 21 s     |
| 7   | Joaquim Rodríguez  | Espagne     | Team Katusha      |       | 1 min 35 s     |
| 8   | Maxime Monfort     | Belgique    | Team Leopard-Trek |       | 1 min 35 s     |
| 9   | Bauke Mollema      | Pays-Bas    | Rabobank          |       | 1 min 35 s     |
| 10  | Sergueï Lagoutine  | Ouzbékistan | Vacansoleil-DCM   |       | 1 min 35 s     |

## Classement général
|     | Coureur               | Pays        | Équipe              |    | Temps            |
| --- | --------------------- | ----------- | ------------------- | -- | ---------------- |
| DSQ | Juan José Cobo        | Espagne     | Geox-TMC            | en | 59 h 57 min 16 s |
| 2   | Christopher Froome    | Royaume-Uni | Team Sky            | +  | 20 s             |
| 3   | Bradley Wiggins       | Royaume-Uni | Team Sky            |    | 46 s             |
| 4   | Bauke Mollema         | Pays-Bas    | Rabobank            |    | 1 min 36 s       |
| 5   | Maxime Monfort        | Belgique    | Team Leopard-Trek   |    | 2 min 37 s       |
| 6   | Denis Menchov         | Russie      | Geox-TMC            |    | 3 min 01 s       |
| 7   | Jakob Fuglsang        | Danemark    | Team Leopard-Trek   |    | 3 min 06 s       |
| 8   | Vincenzo Nibali       | Italie      | Liquigas-Cannondale |    | 3 min 27 s       |
| 9   | Jurgen Van den Broeck | Belgique    | Omega Pharma-Lotto  |    | 3 min 58 s       |
| 10  | Wout Poels            | Pays-Bas    | Vacansoleil-DCM     |    | 4 min 13 s       |

## Classements annexes

### Classement par points
|   | Cycliste          | Pays      | Équipe              | Points |
| - | ----------------- | --------- | ------------------- | ------ |
| 1 | Joaquim Rodríguez | Espagne   | Team Katusha        | 90     |
| 2 | Bauke Mollema     | Pays-Bas  | Rabobank            | 85     |
| 3 | Peter Sagan       | Slovaquie | Liquigas-Cannondale | 75     |

### Classement du meilleur grimpeur
|   | Cycliste         | Pays    | Équipe           | Points |
| - | ---------------- | ------- | ---------------- | ------ |
| 1 | David Moncoutié  | France  | Cofidis          | 60     |
| 2 | Matteo Montaguti | Italie  | AG2R La Mondiale | 38     |
| 3 | Daniel Moreno    | Espagne | Team Katusha     | 32     |

### Classement du combiné
|     | Cycliste       | Pays     | Équipe       | Points |
| --- | -------------- | -------- | ------------ | ------ |
| dsq | Juan José Cobo | Espagne  | Geox-TMC     | 10     |
| 2   | Bauke Mollema  | Pays-Bas | Rabobank     | 19     |
| 3   | Daniel Moreno  | Espagne  | Team Katusha | 20     |

### Classement par équipes
|   | Équipe            | Pays       | Temps | Temps            |
| - | ----------------- | ---------- | ----- | ---------------- |
| 1 | Geox-TMC          | Espagne    | en    | 179 h 22 min 5 s |
| 2 | Team Leopard-Trek | Luxembourg | +     | 6 min 47 s       |
| 3 | Euskaltel-Euskadi | Espagne    |       | 25 min 5 s       |